# 石榴花塔
石榴花塔，位于中华人民共和国湖北省武汉市汉阳区建桥街道，是武汉市文物保护单位。

## 简介
始建于南宋绍兴年间（1131-1162），明、清两代曾重修，1918年又修。原在添福巷，1964年移至汉阳公园复原。
据《宋史·五行志》记载：
绍兴间，汉阳军有插榴枝于石罅，秀茂成阴，岁有花实者。初，郡狱有诬服孝妇杀姑，妇不能自明，属行刑者插髻上华于石隙，曰：“生则可以验吾冤。”行刑者如其言，后果生。

这一简单记载被后人牵强附会，增加了许多细节。明刑部侍郎吴廷用写有一首诗，反映了人民群众对冤案受害者的同情与不平，以及对贪官、昏官的恨之入骨。该诗名《石榴花塔》，曰：
石榴花塔存遗址，谁识当年孝妇情。
自谓杀鸡堪奉膳，岂期遗毒陷污名。
折技再树明冤屈，累壁成基志不平。
寄与操持三尺者，须知疑谳缓行刑。

该塔现位于一石台之上。石台两侧有登台的人字形石阶。该塔立于石台中央，面西背东，三级六面，塔内实心，由青石建造，逐层收分，高约4米，底径约1米，顶层正面镌刻“石榴花塔”四字，第二层刻碑文，记录建塔原因和冤案的情况，西北面刻“迁移小志”。
该塔周围种植着四排数十株石榴树。

## 文物保护情况
1983年4月7日，被武汉市人民政府评为第二批武汉市文物保护单位。
其作为文物的保护范围为：四周均至塔基外十五米。
其作为文物的建设控制地带为：东、南面至保护范围外五十米；西面至永丰堤道路规划红线；北面至保护范围外四十米。

## 相册

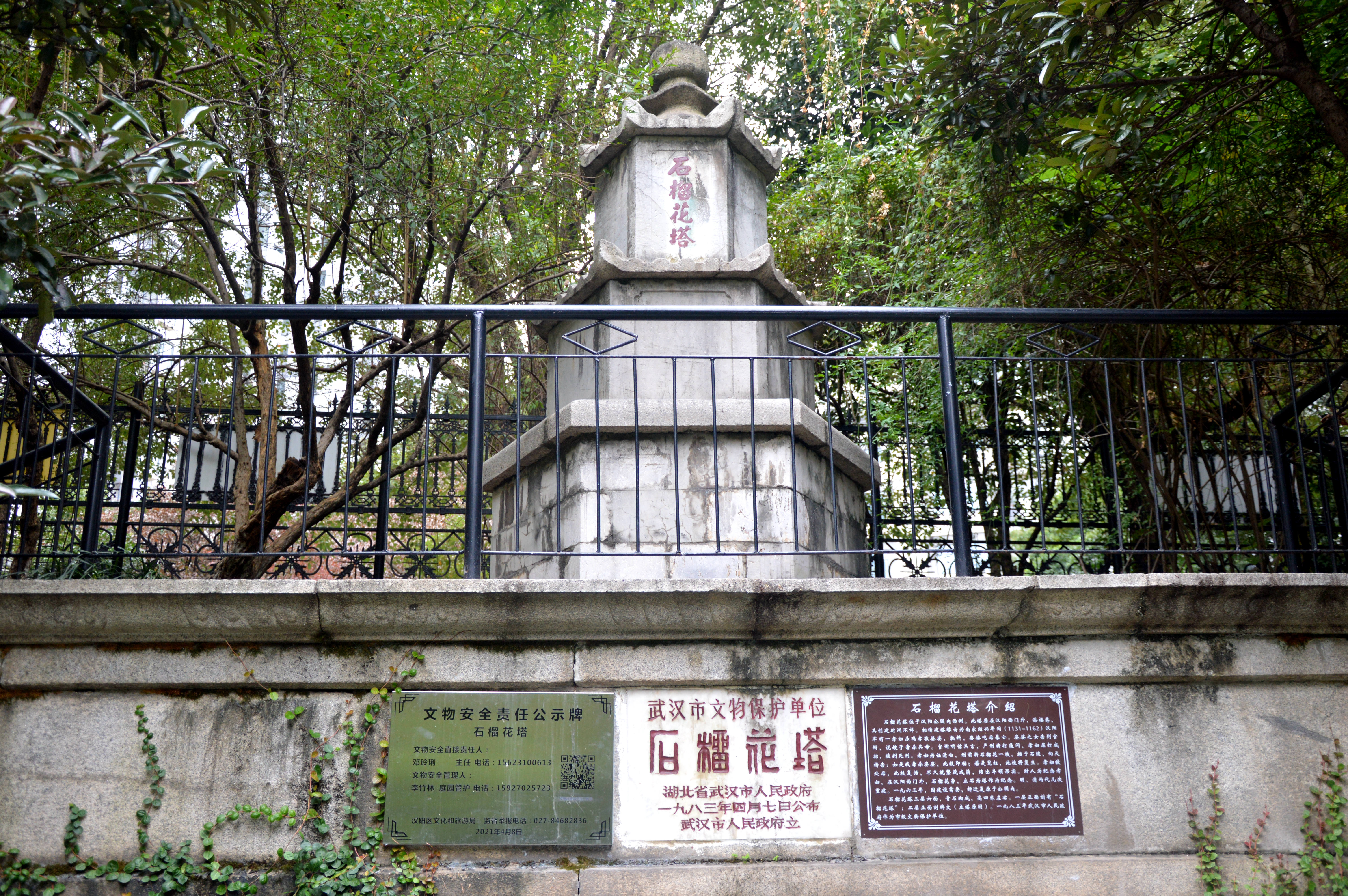
全览
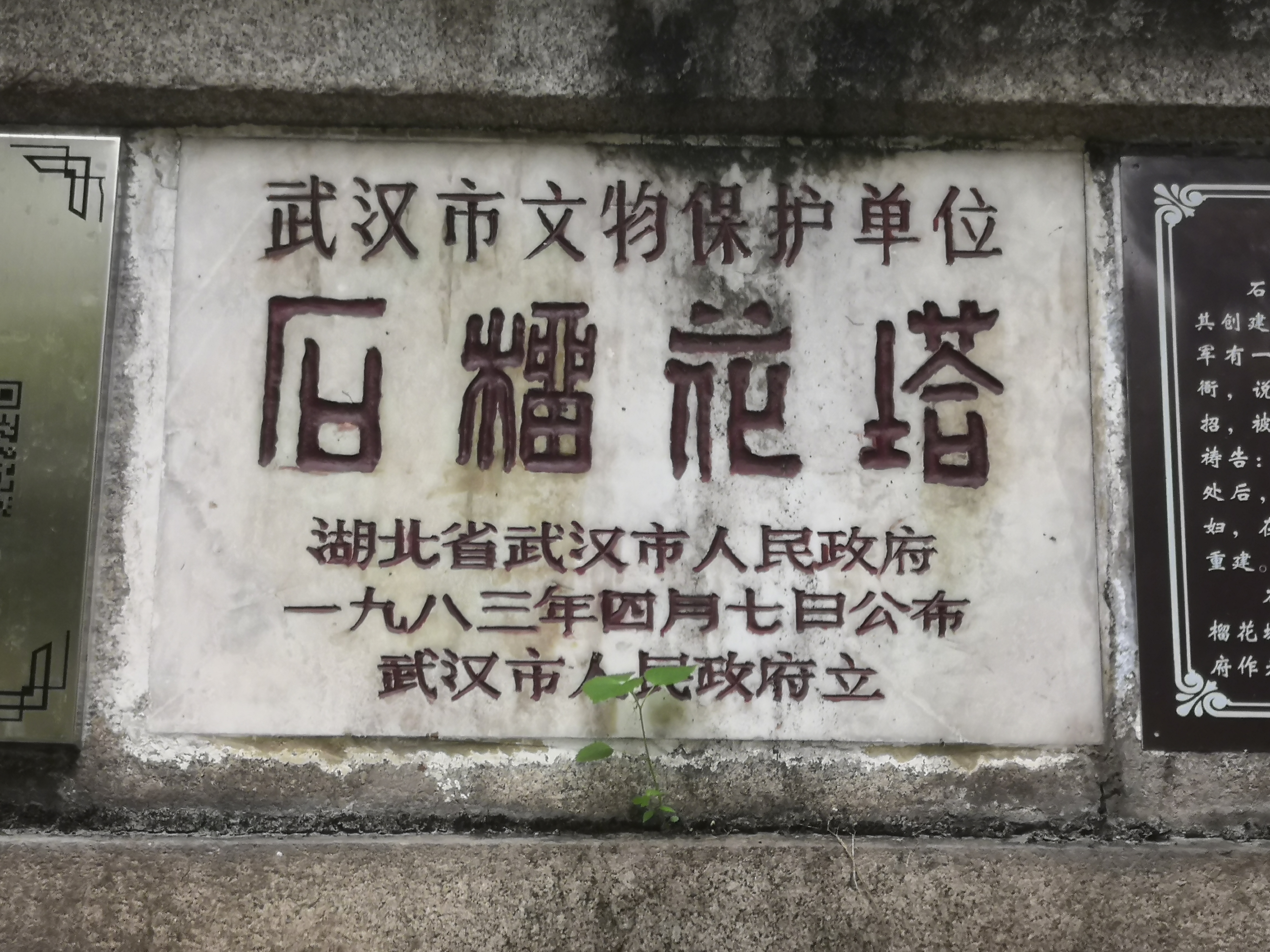
文物保护单位标志
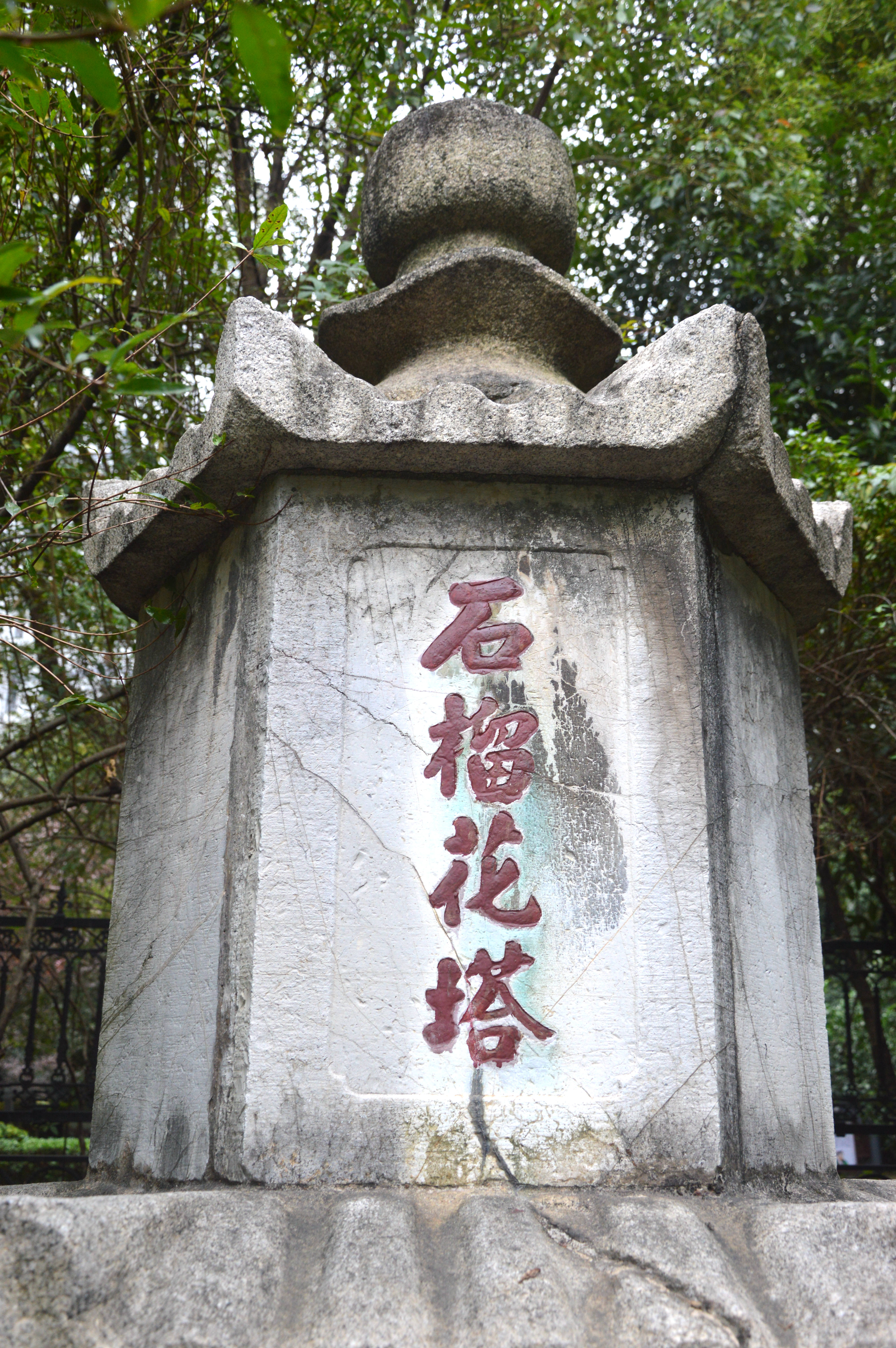
塔身“石榴花塔”四字
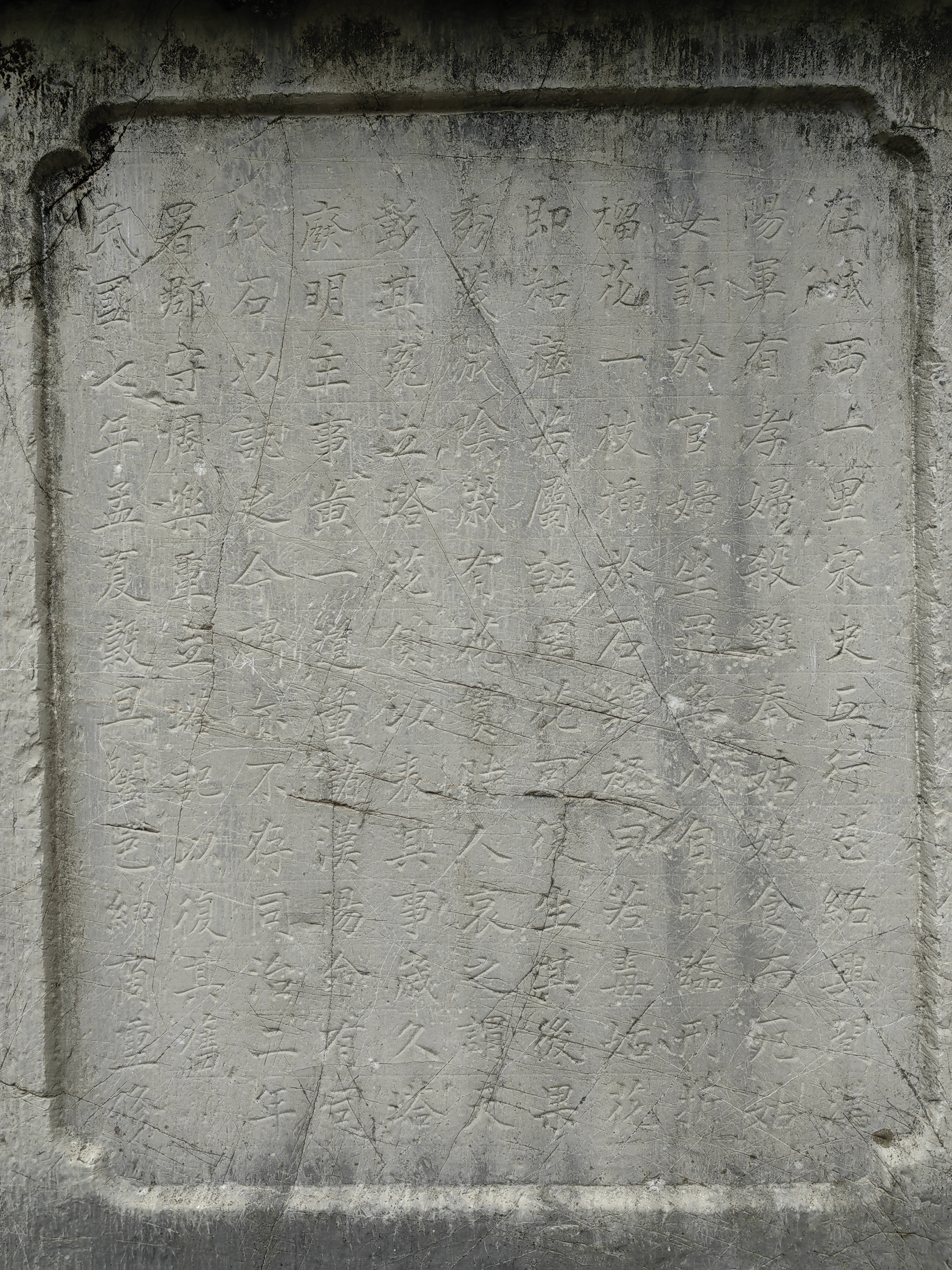
塔身碑刻